# Scott Wootton
Scott James Wootton (sinh ngày 12 tháng 9 năm 1991) là một cầu thủ bóng đá người Anh thi đấu ở vị trí hậu vệ cho câu lạc bộ Wellington Phoenix tại A-League.